# Orkus
Orkus es una revista alemana de edición mensual dedicada a publicar sobre el acontecer musical y cultural de temática oscura. A pesar de que su línea editorial se centra en informar sobre la subcultura gótica y sus subgéneros, como romántico, industrial o electro, también incluye otros géneros de música populares como el metal, rock medieval, Neue Deutsche Härte, rock alternativo, electro y futurepop. El gothic rock, la ola oscura y géneros de música industrial han tenido una presencia menor desde finales de la década de los 90'.

## Historia
La revista fue fundada el año 1995 por Claus Müller, la cual en un principio fue distribución gratuita en formato papel A5. El foco era inicialmente en new wave, gothic rock, electro, y música industrial. Desde la tercera edición, publicada en mayo de 1996, la revista comenzó a venderse en formato A4. Desde 1997, el foco cambió cada vez más inclinándose a informar sobre heavy metal. Aun así, otros géneros como Goa trance, intelligent dance music , ambient, drum and bass, y techno, también están incluidos en la revista.
Cada mes sus portadas destacan a una banda del mundo goth que esté en la palestra.
Orkus es considerada como una de las tres revistas de música alternativa más importantes en Alemania, junto con Zillo y Sonic Seducer.
Orkus es el patrocinador oficial del Amphi Festival y suele estrenar DVD del evento al final del año en sus ediciones.

## Contenido
Además de entrevistas, notas informativas sobre recitales, perfiles, y críticas musicales, particularmente de death metal, dark metal y black metal, hay artículos que no están relacionados necesariamente a la música, como ilustraciones y una serie que habla sobre el ambiente místico propio del subgénero gótico, como vampirismo, mitología, mundo onírico, etc. También hay columnas escritas por músicos (Oswald Henke, Alexander Kaschte) y páginas con poemas que envían los mismos lectores.
Cada edición viene con un CD con pistas nuevas y remixes de las bandas que han sido publicadas en la revista. Su compilación Orkus Colección 2 le valió estar en la posición #1 el año 2002 en la Deutsche  Alternative Charts.